# 북서부 시리아 공세 (2019년 12월~2020년 3월)
2019년 1월부터 진행된 북서시리아 공세는 시리아 정부가 반정부군에 맞서 이들리브주와 그 교외 지역에서 개시한 작전이다. 2019년 11월 24일부터 공세가 개시되었고, 시리아군은 반군이 점령한 30개의 마을과 마라트 알누만을 점령했다. 러시아 공군이 시리아 정부군의 공세를 지원했고, 친정부 세력이 알사르만에 위치한 터키군은 관측소를 12월 말 포위했다. 공세가 시작된 이래 약 92,000명의 민간인들이 이산민이 되었다. 공세 기간 동안 시리아 정부군은 반군에 지속적으로 공습을 감행했고, 2019년 12월 19일 공세를 재개했다.